# Kosančić (Bojnik)
Pour les articles homonymes, voir Kosančić.
Kosančić (en serbe cyrillique : Косанчић) est un village de Serbie situé dans la municipalité de Bojnik, district de Jablanica. Au recensement de 2011, il comptait 361 habitants.
Le village de Kosančić est situé sur les bords de la Pusta reka, un affluent de la Južna Morava.

## Démographie

### Évolution historique de la population
| 1948 | 1953 | 1961 | 1971 | 1981 | 1991 | 2002 | 2011 |
| ---- | ---- | ---- | ---- | ---- | ---- | ---- | ---- |
| 681  | 707  | 674  | 615  | 535  | 430  | 416  | 361  |

|  |